# Estomatologia
Estomatologia, palavra derivada do grego "estoma" (que significa "boca"), é o estudo da boca.
O médico dentista ou cirurgião dentista, especialista em estomatologia, é um profissional que previne, diagnostica e trata as enfermidades relacionadas com a boca (e todo aparelho estomatognático). O aparelho estomatognático é constituído pelos lábios, dentes, mucosa oral, glândulas salivares, tonsilas palatinas e faríngeas e demais estruturas da orofaringe.
A estomatologia é uma especialidade de caráter médico-odontológico, dentro da [Odontologia] conhecida também como medicina oral e facial aprovada, regulamentada, registrada e reconhecida pelo Conselho Federal de Odontologia (CFO) do Brasil em 1992.
O médico-dentista ou cirurgião-dentista estomatologista não cuida apenas da boca, cuida também das estruturas como a pele e anexos, além de doenças metabólico-sistêmicas que podem acometer o ser humano. O estomatologista está apto a diagnosticar lesões dentro e fora da cavidade bucal, podendo tratá-las ou encaminhá-las ao profissional responsável.
O profissional de estomatologia está apto a realizar cirurgias intra e extra bucais com o intuito de diagnosticar, através de biópsia exames de anatomopatológico, a doença ou infecção que acomete a boca e estruturas anexas do paciente

## Em Portugal
A saúde oral em Portugal é uma área da saúde que pode ter a actuação de dois profissionais distintos: Médicos Estomatologistas e Médicos Dentistas.
Os Estomatologistas são profissionais de saúde com o Mestrado Integrado em Medicina de 6 anos de duração. Após o curso, realizam a prova nacional de acesso à especialidade e o internato de formação geral, e só posteriormente escolhem e realizam a especialidade de Estomatologia, num total de 11 anos de formação. Estes profissionais exercem em hospitais públicos/privados e clínicas.
Por outro lado, os médicos dentistas são profissionais com o Mestrado Integrado em Medicina Dentária, curso com 5 anos de duração, sendo no final da sua formação, médicos dentistas generalistas, diferenciando-se posteriormente em alguma das suas múltiplas especialidades e especializações, podendo adquirir o título de "Médico Dentista Especialista" em alguma das já reconhecidas pela respectiva Ordem. Exercem quase exclusivamente em clínicas e hospitais privados, sendo esta licenciatura recente no panorama português.
Nos últimos anos, o número de médicos a realizar a especialidade de Estomatologia tem aumentado, mas não superior ao número de médicos dentistas que se formam. Ambos os profissionais têm actuação em estruturas orais, no entanto, existem diferenças entre estas duas profissões:
- formativas: para se ser médico estomatologista é necessário realizar o curso de medicina, internato de formação geral e especialidade de estomatologia. No caso do médico dentista generalista é necessário o curso de medicina dentária e poderá realizar múltiplas formações posteriormente, no sentido da sua diferenciação e eventual reconhecimento de Título de Especialidade, caso cumpridos determinados requisitos para a sua atribuição pelo colégio da respectiva especialidade da Ordem dos Médicos Dentistas;
- classificação profissional: os médicos estomatologistas são médicos, e por isso estão inscritos na Ordem dos Médicos. Os médicos dentistas são uma profissão independente da classe médica que exerce medicina no sistema estomatognático, estando inscritos na Ordem dos Médicos Dentistas;
- áreas de actuação: a Estomatologia, como especialidade médico-cirúrgica, permite uma actuação ampla em áreas médicas, como medicina oral ou estomatologia pediátrica, e nas áreas cirúrgicas, como cirurgia oral complexa ou cirurgia ortognática. Adicionalmente, o estomatologista, como médico, pode fazer serviço de urgência, clinica geral ou outros procedimentos médicos. O médico dentista tem uma actuação clínica e cirúrgica particularmente focada no Sistema Estomatognático, no entanto, intervém bidirecionalmente na conjuntura clínica e perspectiva sistémica do organismo, intervindo bidirecionalmente na dualidade saúde Oral/Sistémica, exercendo em áreas médicas que relacionam as duas vertentes, diferenciando-se em Medicina Endodôntica, Medicina Prostodôntica, Medicina Periodôntica, Medicina Oral, Cirurgia (Cirurgia Oral e Cirurgia Ortognática), Patologia Oral e Maxilofacial, Imagiologia e Radiologia Oral e Maxilofacial; Medicina Odontopediátrica, Dentisteria Funcional e Estética, Medicina Dentária Hospitalar, Medicina Dentária Desportiva, Medicina Dentária Geriátrica, Medicina Dentária Forense, Medicina Dentária Ocupacional, Fisiatria Orofacial, Anestesiologia Oral e Maxilofacial, Implantologia Orofacial, Harmonização Orofacial, Ortopedia Orofacial, Medicina Ortodôntica e Saúde Pública Oral.
Em Portugal, existem sub-especialidades reconhecidas pela Ordem dos Médicos, e pelo Colégio da Especialidade de Estomatologia, nomeadamente a Ortodoncia. A Ordem dos Médicos Dentistas possui ainda apenas quatro Colégios de Especialidades reconhecidas: Cirurgia Oral, Ortodontia, Periodontologia e Odontopediatria.

## No Brasil
A estomatologia no Brasil é uma especialidade da odontologia aprovada, regulamentada, registrada e reconhecida pelo Conselho Federal de Odontologia do Brasil desde 1992 (CFO-185/92, de 23 de abril de 1993).
Nas faculdades de graduações odontológicas, a especialidade apresentou diversas denominações como Diagnóstico Bucal, Diagnóstico Oral, Medicina Bucal e Semiologia Bucal, sendo que tantas denominações abrangessem um único enfoque programático, atualmente a denominação de estomatologia que é a da especialidade reconhecida. A Estomatologia foi criada para substituir a extinta Disciplina de Patologia e Terapêutica Aplicadas, que servia de elo de ligação entre as disciplinas básicas e as de aplicação ou clínicas. A evolução dos conhecimentos da patologia associada aos avanços da clínica, fez da estomatologia uma disciplina que se imbrica com todas os outras especialidades odontológicas e principalmente com algumas áreas da medicina e que entende que saúde não é apenas da boca.
São nossos associados, não somente estomatologistas, mas também cirurgiões buco-maxilo-faciais, radiologistas, patologistas bucais, médicos dermatologistas, cirurgiões de cabeça e pescoço, otorrinolaringologistas, clínicos gerais e biólogos.
Em 1969 a Associação Brasileira de Ensino Odontológico (ABENO) e a W. K. Kellogg, patrocinaram um curso de "Diagnóstico Bucal - Medicina Bucal", para professores universitários que iriam iniciar o ensino dessa Disciplina no Brasil, no período de 01 a 20 de dezembro, sendo as aulas teóricas desenvolvidas na Faculdade de Odontologia - USP-SP - e o local escolhido para as aulas práticas foi o Hospital A. C. Camargo, no então Serviço de Odontologia chefiado pelo Dr. Décio dos Santos Pinto.
Foi esse fato que deu origem às disciplinas acima citadas e convergiu para a adoção da expressão Estomatologia - SOBEP - Sociedade Brasileira de Estomatologia e Patologia.

## Profissional estomatologista
No Brasil, o médico-cirurgião-dentista que atua na especialidade de estomatologia tem o objetivo de tratar não apenas a cavidade oral, e sim de estruturas como a pele, pois existem diversas patologias que apresentam repercussões tanto no sistema estomatognático como nas superfícies cutâneas, além de se estender a todo o processo fisiológico e sistêmico do paciente, dessa forma a odontologia tem como nome sinônimo de medicina oral.
O especialista está apto a diagnosticar lesões dentro e fora da cavidade bucal e regiões da face e pescoço, podendo tratá-las individualmente, ou trabalhar conjuntamente/ encaminhar a outras especialidades médicas "dermatologia, cirurgia plástica, oncologia, cirurgia de cabeça e pescoço entre outros".
O especialista em estomatologia atua na prevenção, diagnóstico e tratamento de todas enfermidades "patologias" na cavidade bucal e face (aparelho estomatognático), além de se estender em todo o plano fisiológico do paciente, por isso o mesmo possui o conhecimento amplo em clínica médica geral, associada à medicina oral.

### Aparelho estomatognático
É todo complexo bucal constituído pelos lábios, elementos dentários, língua, palato mole/ duro, mucosa mastigatória (oral), glândulas salivares maiores/ menores, tonsilas "palatinas e faríngeas" e orofaringe.
O diagnóstico precoce é a principal aliada ao médico odontólogo que além de cuidar de lesões de maior frequência como hiperplasias, leucoplasias, papilomas, nevus pigmentado, aftas recorrentes, herpes, candidoses, cistos entre outros, diagnosticam e tratam de lesões de maior gravidades como "carcinomas bucais".

## Lesões fundamentais
Os processos patológicos básicos aparecem, clinicamente, por variadas alterações morfológicas, na pele ou mucosa bucal, e são denominadas lesões fundamentais ou elementares.
Quando se sabe que determinado grupo de doenças manifesta-se sistematicamente por meio de lesões ulcerativas, em princípio, já se excluem outros tipos de alterações, quando se defronta com tal lesão. Assim, por exemplo, sabe-se que a ulceração aftosa recorrente (como o próprio nome já diz) pode surgir em diversas regiões. da mucosa bucal, sem que ocorram outras manifestações clínicas importantes, além da destruição do epitélio e consequentemente. Nesse caso pode se pensar em tratar-se de uma leucoplasia, por exemplo, que é lesão branca representada por placa elevada. Dessa maneira, com o conhecimento das lesões fundamentais e, mais tarde, ao estudar os processos patológicos que as produzem, processo de elaboração do diagnóstico será facilitado.

### Manchas ou máculas
Manchas ou máculas são modificações das coloração normal da mucosa bucal, sem que ocorra elevação ou depressão tecidual.

### Placas
As placas constituem lesões bem características, fundamentalmente elevadas em relação ao tecido normal, sua altura é pequena em relação à extensão, consistentes à palpação e a superfície pode ser rugosa, verrucosa, ondulada, lisa ou apresentar diversas combinações desses aspectos.

### Erosão
A erosão representa perda parcial do epitélio, sem exposição do tecido conjuntivo subjacente. Surge em decorrência de variados processos patológicos, predominantemente de origem sistêmica, que produzem atrofia da mucosa bucal, que se torna fina, plana e com aparência frágil.

### Úlcera  e ulceração
Úlcera e ulceração são lesões em que ocorre solução de continuidade do epitélio com exposição do tecido conjuntivo subjacente.
Ulcerações correspondem a lesões de curta duração, geralmente consequentes a doenças autolimitantes, como afta vulgar, herpes recorrente, lesões traumáticas e outras. Grispan (1970) classifica as úlceras e ulcerações como lesões secundárias, decorrentes de evolução de lesões primitivas como bolhas, vesículas, nódulos etc. Em realidade, essa divisão se justifica se pudermos detectar a lesão primária, acompanhar sua evolução ou obter do paciente informação absolutamente segura desse comportamento. A afta vulgar (ou ulceração aftosa recorrente) é um exemplo típico de ulceração primitiva em função de não ser possível clinicamente, observar-se previamente em sua instalação o desenvolvimento de nenhuma outra lesão.
As úlceras e ulcerações apresentam uma série de aspectos semiológicos que devem ser minuciosamente considerado em relação à formulação de hipóteses diagnósticas. Assim, localização, forma, tamanho, cor, conformação das bordas, aspeto do fundo da lesão (presença de exsudato, sangramento, pseudomembrana etc.), profundidade, consistência à palpação, sensibilidade dolorosa, aderência a planos profundos, números de lesões, fenômenos associados (lesões concomitantes e linfadenopatia) duração, ocorrência de fenômenos prévios à sua instalação e história de episódios anteriores semelhantes poderão ser de grande importância na elaboração do diagnóstico.

### Vesícula e bolha
Seu estudo em conjunto justifica-se por diferirem, praticamente, apenas no tamanho da lesão. São elevações do epitélio contendo líquido no seu interior. A membrana de revestimento pode ser fina ou espessa, conforme a lesão esteja localizada de maneira sub ou intra-epitelial.

### Pápulas
Pápulas são pequenas lesões sólidas, circunscritas, elevadas, cujo diâmetro não ultrapassa 5 mm.

### Nódulos
Nódulos são lesões sólidas, circunscritas, com localização superficial ou profundas e formadas por tecido epitelial, conjuntivo ou misto. Podem ser pediculado, quando seu maior diâmetro é superior ao da base de implantação, ou séssil, quando o da base é maior. Quando a origem é conjuntiva, a superfície da lesão é recoberta por epitélio com aspecto normal, a não ser em áreas de irritação ou trauma.

### Alterações morfológicas descritas das lesões fundamentais
Certas denominações são utilizadas na descrição morfológica das lesões fundamentais, de maneira a particularizar determinados aspectos. Assim, as manchas podem ser chamadas púrpura, quando de coloração vermelha-arrocheadas, resultante de extravasamento sangüíneo, que não desaparece sob pressão. Já o aspecto cianótico revela um eritema venoso ou hiperemia passiva, e desaparece por vitropressão. As crostas, aparecem apenas sobre superfícies relativamente  secas, como lábios e pele na evolução de lesões ulcerativas, e podem ser melicélicas, quando resultam da dessecação de exsudato serofibrinoso purulentas ou hemorrágicas. As púrpuras, quando pequenas e múltiplas, descritas como petéquias.
As ulceras podem assumir aspectos variados e são descritas como exulcerações quando envolvem grandes regiões da mucosa; são superficiais sem limites nítidos, como na paracoccidioidomicose (PCM).
Podem, ainda, aparecer como fissuras nas regiões de pregas e dobras da mucosa e pele.
As vesículas podem conter pus em seu interior e são chamadas pústulas. As fístulas são orifícios na superfície cutânea ou mucosa, terminais de trajetos sinuosos que põem contato com o exterior focos ou cavidades supurativas internas; em fases crônicas, aparecem, clinicamente, como pequenas pústulas.

## Classificação

### Dente
- Microdontia
- Macrodontia
- Dens in dente
- Geminação
- Pérolas de esmalte
- Taurodontismo
- Dilaceração
- Cárie

### Periodonto
- Gengivite
- Periodontite

### Lesões ulcerativas e vesicobolhosas
Constituem um grupo variado de doenças que podem ocorrer na mucosa bucal e de grande importância clínica pela freqüência e variedade de entidades que podem representar.
- Afta
- Periadenite mucosa recorrente cicatrizante
- Úlcera psicogênica
- Granuloma eosinófilo traumático
- Gengivoestomatite ulceronecrosante aguda
- Mononucleose infecciosa
- Estomatite urêmica
- Noma
- Estomatites medicamentosas
- Carcinomas

### Lesões brancas
Dentre as lesões elementares da mucosa bucal descrita por Grinspan (1970), encontram-se  as escamas e queratoses e, como subgrupo, as chamadas "lesões brancas". Sob essa denominação, utilizada pela primeira vez provavelmente por James Ewing, é descrita uma serie heterogênea de processos localizados exclusivamente na boca, ou de origem sistêmica e caracterizados clinicamente por sua coloração esbranquiçada , e aspecto leucoplasiforme, ou liquenóide.
Uma divisão bastante interessante das lesões brancas da mucosa bucal é a proposta por Grinspan (1970), que as separa segundo a presença de hiperqueratose. Assim, temos, com ligeiras modificações:

#### Grupo A
Lesões com queratinização histológica anormal

##### Comuns
- leucoplasia
- Queratose irritativa
- Líquen plano

##### Menos comuns
- Névus branco esponjoso
- Doença de Darier
- Síndrome de Jadassonhn-Lewandowsky
- Disqueratose Intra-epitelial benigna hereditária

- Disqueratose congênita familial de Zinsser-Cole
- Lúpus eritematoso crônico discóide

##### Raras
- Líquen esclerótico
- psoríase
- Doença de Mabelli-Respighi
- Ictiose vulgar

#### Grupo B
- Candidíase
- Sífilis
- Língua geográfica
- Mucosa mordiscada
- Leucoedema
- Língua saburrosa
- Hialinose cutaneomucosa

### Lesão negra
São manchas ou placas de coloração escura (negras, pardas, violáceas ou "cafe-com-leite") que manifestam na mucosa oral. Dois grupos fundamentais de lesões podem ser distinguidos:
1. algumas aparecem em decorrência da intensificação da pigmentação melânica e,
2. coloração decorrente de outras causas.

- Melanose
- Doença de Addison
- Tatuagem por amálgama
- Nevo pigmentado
- Nevo azul
- Melanoma
- Síndrome de Peutz-Jeghers
- Língua negra pilosa

### Doenças infecciosas
- Tuberculose
- Gengivite ulcerativa necrosante aguda
- Tricomoníase
- Impetigo contagioso
- Sífilis
- Gonorreia
- Hanseníase
- Candidíase
- Paracoccidioidomicose
- Actinomicose
- histoplasmose
- Herpes
- Zoster
- Mononucleose infecciosa
- Síndrome da imunodeficiência adquirida (SIDA, AIDS)
- Citomegalovírus
- Papilomavírus humano (HPV)
- Vírus Epstein-Barr (EBV)
- Molusco contagioso
- Sarcoma de Kaposi
- Linfoma não-Hodgkin

### Processos proliferativos
A denominação processos proliferativos, atribuída a um grupo de lesões que ocorre na boca e no complexo maxilomandibular, é consideravelmente discutida e discutível. Esse grupo é representado por lesões proliferativas, basicamente de natureza inflamatória e sem característica histológica neoplásica.
A denominação adotada, de processos proliferativos, sugerem que sejam lesões representadas por um aumento de volume tecidual, bem como ausência de característica neoplásica.
| Tecido normal de origem |
| Processos Proliferativos Tecido de origem o mesmo ou maior número de células + componentes inflamatórios (células e/ou edema)                                                                                        |
| Tumor Benigno Células iguais às dos tecidos de origem, mas em número extremamente maior, com ou sem componentes inflamatórios                                                                                        |
| Tumor Maligno Células diferenciadas do tecido de origem. População tumoral constituída por células em proliferação, em diferenciação e diferenciação proliferativa. Pode ou não apresentar componentes inflamatórios |

Apesar do quadro, alguns PP podem não evidenciar a presença a presença de inflamação, como ocorre nas fibromatoses anatômicas e hereditárias. Esse fato é uma exceção ao quadro histológico apresentado pelas lesões que constituem este grupo. Por outro lado, apesar de alguns autores incluírem entre PP os cistos da boca e complexo maxilomandibular, não se encontrou justificativa clínica para tal inclusão.
Com a finalidade de facilitar a compreensão de cada entidade será utilizada a seguinte denominação  para os processos proliferativos não-neoplásicos, baseados, principalmente, na composição histológica de cada lesão.
- Hiperplasia fibrosa inflamatória (epúlide fibroso)
- Hiperplasia papilomatosa inflamatória
- Lesão periférica de células gigantes (epúlide gigantocelular)
- Lesão central de células gigantes
- Granuloma gravídico
- Fibromatose gengival
- Neuroma de amputação

### Alterações vasculares

#### Benignos
- Hemangioma
- Linfangioma
- Tumor glômico

#### Malignos
- Angiossarcoma
- Hemangioendotelioma
- Hemangiopericitoma

### Manifestações bucais de patologia nasais e de seios de face
- Fístula bucoantral
- Fístula nasobucal

### Glândulas salivares
- Glândula salivar ectópica

#### Sialoadenite
- Parotidite epidêmica(caxumba)
- Parotidite aguda
- Parotidite crônica

#### Alterações obstrutivas
- Sialolitíase

##### Retenção de muco
- Mucocele
- Rânula

#### Lesões de natureza imunológica
- Síndrome de Sjögren
- Hiperplasia linfóide

### Crescimentos teciduais de origem traumática

#### Granulomas gengivais
- Hemangiogranuloma
- Fibrogranuloma
- Granuloma piogênico
- Lesão periférica de células gigantes
- Hiperplasia fibrosa inflamatória de palato
- Hiperplasia fibrosa inflamatória de fundo de sulco
- Fibromatose gengival irritativa
- Fibromatose gengival hereditária
- Fibromatose gengival anatômica
- Fibromatose gengival medicamentosa

### Tumores benignos dos tecidos moles
- Papiloma
- Queratoacantoma
- Fibroma
- Lipoma
- Mixoma
- Hemangioma e linfangioma, tumores de origem vascular.
- Leiomioma
- Rabdomioma
- Mioblastoma de células granulares
- Tumor melanótico neuroectodérmico da infância
- Neurilemoma
- Neurofibromatose

### Cistos não-odontogénicos
- Cisto do ducto nasopalatino
- Cisto palatino mediano
- Cisto nasolabial
- Cisto mandibular mediano

### Osteomielites e Lesões fibro-ósseas benignas
- Osteomielite
  - Osteomielite supurativa aguda
  - Osteomielite crônica esclerosante difusa
- Osteomielite de Garré

#### Cementomas
São lesões fibro-ósseas benignas de origem odontogênica.
A Organização Mundial de Saúde conceitua os cementomas como um grupo complexo de lesões que apresentam em comum um tecido semelhante a cemento.
- Displasia cementiforme periapical
- Fibroma cementificante central e peridérico
- Cementoma gigantiforme

#### Displasia Fibrosas
- Displasia fibrosa
  - Displasia fibrosa monostótica
  - Displasia fibrosa poliostótica

#### Outras
- Doença de Paget
- Querubismo
- Lesão central de células gigantes
- tumor marrom do hiperparatireoidismo
- Cisto ósseo aneurismático

### Cistos não-odontogênicos

#### Cistos fissurais
- Cisto do ducto nasopalatino
- Cisto palatino mediano
- Cisto nasolabial
- Cisto mandibular mediano

#### Outros
- Cisto linfoepitelial benigno
- Cisto do ducto tireoglosso
- Cisto dermoide
- Pseudocistos

### Cistos e tumores odontogênicos

#### Cistos

##### Cisto de desenvolvimento
- Queratocisto odontogênico
- Cisto dentígero
- Cisto de erupção
- Cisto gengival do recém-nascido
- Cisto gengival do adulto
- Cisto periodontal lateral
- Cisto odontogênico calcificante
- Cisto odontogênico glandular

##### Cistos inflamatórios
- Cisto radicular
  - Cisto radicular apical e cisto radicular lateral
- Cisto paradentário

#### Tumores odontogênicos

##### Tumores odontogênicos Epiteliais

###### Benignos
- Ameloblastoma
- Tumor odontogênico escamoso
- Tumor odontogênico epitelial calcificante
- Tumor odontogênico de células claras

###### Malignos
- Ameloblastoma maligno

##### Tumores odontogênicos Mesenquimais

###### Benignos
- Mixoma
- Fibroma odontogênico
- Cementoblastoma benigno

##### Tumores odontogênicos Mistos

###### Benignos
- Fibroma ameloblástico
- Odontoameloblastoma
- Tumor odontogênico adenomatóide
- Odontoma
  - Odontoma Complexo
  - Odontoma Composto

###### Malignos
- Fibrossarcoma ameloblástico

- Fibro-odontosssarcoma ameloblástico

### Tumores ósseo

#### Formadores de tecido ósseo

##### Benigno
- Osteoma
- Osteoma osteróide
- Osteoblastoma

##### Maligno
- Osteossarcoma
- Osteossarcoma paraostal
- Osteossarcoma em focos múltiplos

#### Formadores de tecido cartilagenoso

##### Benignos
- Condroma
- Osteocondroma
- Condroblastoma fibroma condromixóide

##### Malignos
- COndrossarcoma
- Condrossarcoma justacortical
- Condrossarcoma mesenquimal

#### Da medula óssea
- Sarcoma de Ewing
- Reticulossarcoma
- Linfossarcoma
- Mieloma plasmocitário

#### Outros
- Condroma
- Adamantinoma de ossos longos
- Neurilemoma
- Neurofibroma

### Disfunções de ATM e dos músculo da mastigação
- Deslocamento do disco com redução
- Deslocamento do disco sem redução
- Deslocamento da articução temporo-mandibular
- Anquilose da ATM
- Fratura de côndilo
- Disfunção por dor miofacial
- Miosite
- Disfunção por espamo